# Степное (Ямпольский район)
Степное (укр. Степне) — село, Степновский сельский совет, Шосткинский район,
Сумская область, Украина.
Код КОАТУУ — 5925683701. Население по переписи 2001 года составляло 763 человека.
Является административным центром Степновского сельского совета, в который, кроме того, входят сёла Майское и Феофиловка.

## Географическое положение
Село Степное находится на левом берегу реки Бычиха, недалеко от её истоков, ниже по течению на расстоянии в 2 км расположено село Феофиловка, на противоположном берегу — село Рог (Середино-Будский район). По селу протекает пересыхающий ручей с запрудой.

## История
- 1922 год — село Юриновка переименовано в село Степное.